# Parafia Ewangelicko-Augsburska w Jeleniej Górze-Cieplicach
Parafia Ewangelicko-Augsburska w Jeleniej Górze-Cieplicach – parafia luterańska w Jeleniej Górze, w dzielnicy Cieplice Śląskie-Zdrój, należąca do diecezji wrocławskiej Kościoła Ewangelicko-Augsburskiego w RP. Mieści się przy placu Piastowskim.

## Historia
Początkowo ewangelicy z Cieplic i Malinnika korzystali z zabranego katolikom kościoła św. Jana Chrzciciela, który został jednak zwrócony w 1654, na skutek czego wierni brali udział w nabożeństwach w Kościele Pokoju w Jaworze.
Po zawarciu ugody altransztadzkiej w 1707 doszło do budowy Kościoła Łaski w Jeleniej Górze, który stał się świątynią również dla ewangelików cieplickich.
W 1741 do właściciela ziemskiego Hansa Antona von Schaffgotscha oraz wrocławskiej rezydencji króla Fryderyka II Wielkiego została wysłana delegacja w celu pozyskania zgody na budowę w Cieplicach domu modlitwy i szkoły oraz zatrudnienia własnego duchownego. Zgodę otrzymano i 20 stycznia 1742 przystąpiono do budowy, zakończonej 15 marca tego samego roku. Wtedy do obsługi zboru został zatrudniony kaznodzieja Adam Gottfried Thebesius.
Cmentarz został otwarty w 1744. Rok później powstał budynek plebanii, a w 1749 otwarto sąsiadującą z nią siedzibę szkoły. W tym okresie parafia liczyła około 1000 wiernych, rocznie miało miejsce około 100 chrztów.
Od 1758 stanowisko proboszcza sprawował ks. Jacob Fritze, pełniący również od 1786 funkcję inspektora szkolnego i kościelnego powiatu jeleniogórskiego.
Po zrównaniu w 1764 praw protestantów i katolików, pojawiła się idea budowy nowego kościoła. Murowana świątynia powstała w latach 1774-1777.

## Współczesność
Nabożeństwa w Kościele Zbawiciela w Jeleniej Górze-Cieplicach odbywają się w każdą niedzielę oraz święta. W okresie adwentu i pasyjnym prowadzone są ponadto nabożeństwa tygodniowe.
Organizowane są lekcje religii, szkółki niedzielne, spotkania dla zainteresowanych kościołem ewangelickim, spotkania parafialne oraz ewangelizacje. Przy parafii działa także stacja diakonijna, prowadząca wypożyczalnię sprzętu rehabilitacyjnego.
W okresie wakacyjnym w budynku kościoła maja miejsce koncerty w ramach Cieplickich Koncertów Organowych.